# Adriana Aguirre

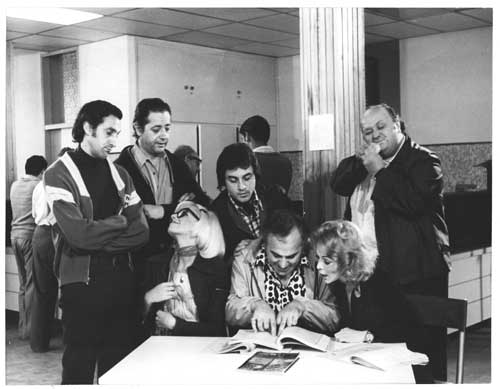
Julio López, Vicente La Russa, Adriana Aguirre, Tito Mendoza, Eddie Pequenino, Thelma Stefani y Guillermo Marín, en una escena de conjunto en una oficina, en la película Don Carmelo, Il Capo (1976).

Adriana Beatriz Aguirre (Rosario, Santa Fe, 16 de diciembre de 1954) es una actriz y vedette, acróbata y conductora argentina. 
Trabajó en varias películas argentinas con grandes capocomicos como Alberto Olmedo, Jorge Porcel, Juan Carlos Calabró entre otros y con el cantante Sandro y también encabezó en más de ochenta obras de teatro. Luego su carrera continuó permanentemente con participaciones en distintos programas de televisión y en  el 2021 cobró gran notoriedad en los medios de comunicación nacionales e internacionales por su participación en el videoclip “Paga Dios” de Ca7riel y Paco Amoroso y por su fuerte actividad en las redes sociales (@adrianaaguirre_ok) de la mano de su community mánager Jorge Navatta. 
Realizó junto a su marido Ricardo García una obra teatral titulada “La Historia de un ídolo” con gran éxito en el teatro Colón de la ciudad de Mar del Plata.
Actualmente forma parte del personal permanente en el programa “el Run Run del espectáculo” que se emite por Crónica TV y demás participaciones televisivas y presentaciones en distintos puntos del país.

## Carrera
Comenzó su carrera estudiando teatro a fines de los años 1960. Se inició trabajando como actriz en el teatro a principios de los años 1970. En 1972, con 21 años debutó en el cine, en la película La sonrisa de mamá, donde obtuvo un papel secundario. Recién en la película Don Carmelo Il Capo, de 1976, desempeñó un papel protagonista, interpretando a Lulú. Durante esa década filmó la mayor parte de sus películas, las cuales eran generalmente de género cómico. Participó de grandes éxitos como El picnic de los Campanelli (1972), Siempre fuimos compañeros (1973), Rolando Rivas, taxista (1974) y Encuentros cercanos con señoras de cualquier tipo (1978). Su última incursión en cine fue Gran Valor en la Facultad de Medicina, junto a Juan Carlos Calabró, en el año 1981.
En los años siguientes se dedicó al teatro nuevamente y fue cuando se consagró como vedette, junto a Graciela Alfano y Alejandra Pradón, entre otras. En 1995, trabajó en la serie de televisión, Como pan caliente. 
En el año 1998 contrajo matrimonio con su polémico marido Ricardo García, en una ceremonia de estilo griego, luego de tres años de noviazgo.
Entre los años 2001 y 2003 se produjo un resurgimiento de su fama, al ser invitada recurrente en programas de televisión como Rumores, Intrusos en el Espectáculo o ZapTV, donde protagonizó peleas con otros mediáticos como Guido Süller, Silvia Süller y su propio ex marido, Ricardo García.
En mayo de 2005 fue asaltada y golpeada en su departamento del barrio porteño de Palermo.
En 2007 reapareció en la TV, siendo invitada de varios programas como Los Profesionales de Siempre y el de Susana Giménez, por tener una rivalidad con Graciela Alfano. Participó de la segunda edición de Cantando por un Sueño, a partir de octubre de ese año.
El 15 de abril de 2008 inició su participación en el programa conducido por Marcelo Tinelli, Showmatch, formando parte del segmento Bailando por un Sueño 2008. En la tercera semana, con el ritmo rock and roll, quedó eliminada por el voto del público, recibiendo el 48.2 % de los votos, contra el 51.8 % obtenido por la pareja conformada por Kenita Larraín y Martín Whitencamp.
En junio de 2010, fue la figura invitada en la primera escena del sketch La empleada pública del programa Susana Giménez.

## Cine
- 1972: La sonrisa de mamá
- 1972: El picnic de los Campanelli
- 1973: El deseo de vivir
- 1973: Siempre fuimos compañeros
- 1974: Clínica con música
- 1974: Rolando Rivas, taxista
- 1975: Los chiflados del batallón
- 1975: La super, super aventura
- 1975: Las procesadas
- 1976: Los chicos crecen
- 1976: Don Carmelo Il Capo
- 1976: La guerra de los sostenes
- 1978: Encuentros muy cercanos con señoras de cualquier tipo
- 1981: Gran Valor en la Facultad de Medicina
- 2017: La vida sin brillos
- 2024: El Jockey

## Programas de televisión
- 1972: Los Campaneli
- 1973-1975: Porcelandia
- 1973: Pobre Diabla
- 1974: Rolando Rivas, taxista
- 1975: Piel Naranja
- 1977: Porcelandia Show
- 1978: Sábados Gigantes (Chile)
- 1982: Sexcitante
- 1980-1983: Polémica en el bar
- 1979-1983: La peluquería de Don Mateo
- 1982-1983: Operación ja-já
- 1984: Porcelandia
- 1995: Como pan caliente
- 1997: Mediodías con Mauro
- 2002: Zap TV
- 2002: La tarde de Adriana
- 2007: Cantando por un sueño
- 2008: Bailando por un sueño
- 2008: La noche del domingo
- 2010: Susana Giménez: La Empleada Pública
- 2010: Aguirre Show - Televisión de San Luis
- 2012: Fort Night Show
- 2014: Bailando por un sueño - Pareja invitada en ritmo Merengue junto a Ricardo García
- 2022: Socios del Espectáculo
- 2023: El run run del espectáculo

## Teatro
- 1976: El Gran Cambio - Teatro Cómico (hoy Lola Menbrives)  marca su debut en la revista de la mano de Carlos A. Petit y junto al grupo de cómicos uruguayos Ricardo Espalter, Enrique Almada, Raimundo Soto y Berugo Carámbula.
- 1977: ¡Que piernas para el mundial! - Junto a Dringue Farías, Alfredo Barbieri, Vicente Rubino, Roberto García Ramos, Adriana Parets, Tini Araujo, Gissel Ducal y elenco.
- 1978: Los reyes en Tabarís - Teatro Tabarís, con Adolfo Stray, Dringue Farías, Alfredo Barbieri, Lía Crucet, Vicente Rubino, Hellen Grant y Rodolfo Zapata.
- ????: Atrapadas sin bikinis - Teatro Olimpo junto a Gogo Andreu, Dringue Farias, Vicente Rubino, Alberto Anchart y elenco.
- 1979: ¡Que Revista... en Tabarís - junto a Dringue Farías, Lynn Allison, Atilio Pozzobon, Oscar Valicelli, Mario Sánchez, Enrique Ibarreta, Ballet Tabarís y Mimi Ardú. - Teatro Tabaris.
- 1980: La Revista - Teatro Astros junto a Juan Carlos Calabró, Ethel Rojo, Jorge Porcel, Tristan, Osvaldo Pacheco, Graciela Butaro, Isabel Coel, César Bertrand, Délfor Medina, Cacho Bustamante, Pepe Armil, Loanna Müller, Pina Pinal, Gabriela Muñoz y Silvia Rullán.
- 1981: ¿Vio...La Revista? - Teatro Astros junto a Osvaldo Pacheco, Violeta Montenegro, Juan Carlos Calabró, Don Pelele, Tristan, Mario Sapag, Rudy Chernicoff, Graciela Butaro, Perla Caron, Miguel Jordán, Cacho Bustamante, Moira Chapman, Jorge Juan, Fernando Reyna, Nancy Beguet, Cris Massaroni, Pina Pinal, Norma Liotine y Alicia Barcelo.
- 1981: ¡¡Revistísima!! - Dirección Carlos A. Petit junto a Alfredo Barbieri, Don Pelele, Carlos Scazziotta, Nito Artaza, Susana Quinteros, Mario Fortuna, Nancy Rey, Mercedes Ludueña y Claudia Valenzuela.
- 1982: El Revistón - Teatro Astros junto a José Marrone, Mario Sapag, Tu-Sam y Sulma, Miguel Jordán, Graciela Butaro, Pete Martin, Carlos Reyes, Lilian Asti y Alejandra Bel.
- 1982: ¡Si... Fantástica! - Teatro Bar de Villa Carlos Paz junto a Alfredo Barbieri, Rudy Chernicoff, Jorge Troiani, Tandarica, Karol Iujas, Susana Quinteros, Oscar Valicelli, Mario Fortuna, Rody Allocco, Pablo Rubio, Mercedes Ludueña, Claudia Valenzuela, Marcela Ducios y Claudia Fontán.
- 1983: La revista multitudinaria - Teatro Astros junto a Don Pelele, Mario Sánchez, Alfredo Barbieri, Orlando Marconi, Vicente Rubino, Roberto García Ramos, Nancy Rey, Jorge Juan, Claudia Valenzuela, Juan Vernet, Lia Montes, Rita Rizzo, Sharito Poppe y Ballet Topless.
- 1985: Revista de Carlos Paz - Junto a Pedrito Rico, Jorge Corona, Don Pelele y Sandra Villarruel.
- 1986: Adriana 11 - Junto a Alfredo Barbieri, Vicente Rubino, Betty Flores y Karold Iujas.
- 1987: Teatro El Nacional - Rosario - Junto a Hector Vicari, Alberto Anchart, Marcos Zucker y Tandarica.
- 1988: La revista del Escolazo de Carlos A. Petit junto a Mario Sapag, Tandarica, Alberto Anchart, Carlos Scazziotta, Patricia Vel, Betty Villar, Marité, Susana Torales y Hugo Varela.
- 1989: Una revista de cinco estrellas de Carlos A. Petit junto Alfredo Barbieri, Don Pelele, Carlos Scazziotta, Alberto Anchart, Carlos Sánchez y Betty Flores.
- 1990: Comedia en el Teatro Astral - Junto a Alfredo Barbieri y Manuel De Sabattini.
- 1995: Aquí está La Revista - Junto a Darío Vittori, Nanci Guerrero, Paolo El Rockero, Carlos Torres Vila, Las Guerreras, Gabriela Cook, Nano Medina y Juan Carlos Kuznir - Dirección y musicalización: Jorge Gallo - Teatro Metropolitan.
- 1997: Locas por dolores - Junto a Ricardo García, Samantha Farjat, Isabel Salomón y Marcela Ortiz.
- 1999: La doctora está que arde - Junto a Ricardo García y Sandra Domínguez - Teatro Provincial de Mar del Plata.
- 2002: El precio del pudor - Junto a Pata Villanueva y Karina Ranni.
- 2003: La noche está que arde - Villa Carlos Paz junto a Ricardo García, Mariana A, Tamara Paganini, Gustavo Rodríguez, Valeria Silva y elenco.
- 2008: Doña Flor y sus dos maridos - Mar del Plata junto a Carlos García y Santiago Bal.
- 2012: Totalmente locos - Teatro La Campana de Mar del Planta junto a La Tota Santillán, Ricardo García, Violeta Lo Re, Ayelén Paleo, Fernando Parra, Alberto Bianco, Melina Nicolás, Fernanda Jimeno, Gliceria Ibarra y Malena Fra.
- 2013: Solamente amantes por un verano - Mar del Plata. Multiespacio 5 Sentidos. Junto a Ricardo García, Martín Miranda y Alejandro Muñoz.
- 2014: Son furor - Teatro Arenales de Mar del Plata junto a Ricardo García.
- 2015: Solo amantes por un verano - Teatro Arenales de Mar del Plata junto a Ricardo García y Daniel Cervera.
- 2015/2017: Extinguidas - Teatro Regina y gira nacional junto a Luisa Albinoni, Mimí Pons, Silvia Peyrou, Beatriz Salomón, Noemí Alan, Patricia Dal, Sandra Smith, Pata Villanueva y Naanim Timoyko. Dirección José María Muscari.
- 2019: La Super Revista de Magia y Humor - Teatro La Campana de Mar del Plata junto a Torry, El Mago Black, Ricardo García, Alfredo Iácono y gran elenco.
- 2019: La gran revista de Termas, junto a Tristán, Ricardo García, Jorge Troiani y elenco.
- 2020: Súper Revista 2020 en la ciudad de Mar del Plata junto al Mago Black, Torry y cuerpo de baile.
- 2023: La historia de un ídolo - Teatro Colón de la ciudad de Mar del Plata junto a Ricardo García.

## Discografía
- 1977: No puedo mirarte a los ojos ésta noche - (Simple) - POLYDOR
- 1984: Pena por una pena - SKY

## Videos Clips Musicales
- 2013: «Qué tonto fui» - Junto a Ricardo García.
- 2013: «Si yo fuera tu amante» - Junto a Ricardo García.
- 2013: «Más que un loco» - Junto a Ricardo García.
- 2013: «No vale la pena» - Junto a Ricardo García.
- 2013: «Amar o morir» - Junto a Ricardo García.
- 2013: «Qué queda de éste amor» - Junto a Ricardo García.
- 2014: «La reina de la bailanta» - Junto a Ricardo García.
- 2022: «Paga Dios» - Junto a CA7RIEL, Paco Amoroso, Sylvia Panal, Alejandro Darío Vinci y Ronny Kristeller.
- 2023: «A nadie le importa» - Junto a Pochin, Marcelo Polino, Alejandra Pradón, Ricardo García, Naty Ná, Mathi Brea y Thiago Dumont.
- 2024: «Adrianaaa» - Junto a Pochin y Ricardo García.